# Belisana kaharian
Belisana kaharian là một loài nhện trong họ Pholcidae. Loài này có ở Borneo.